# 中國客運碼頭

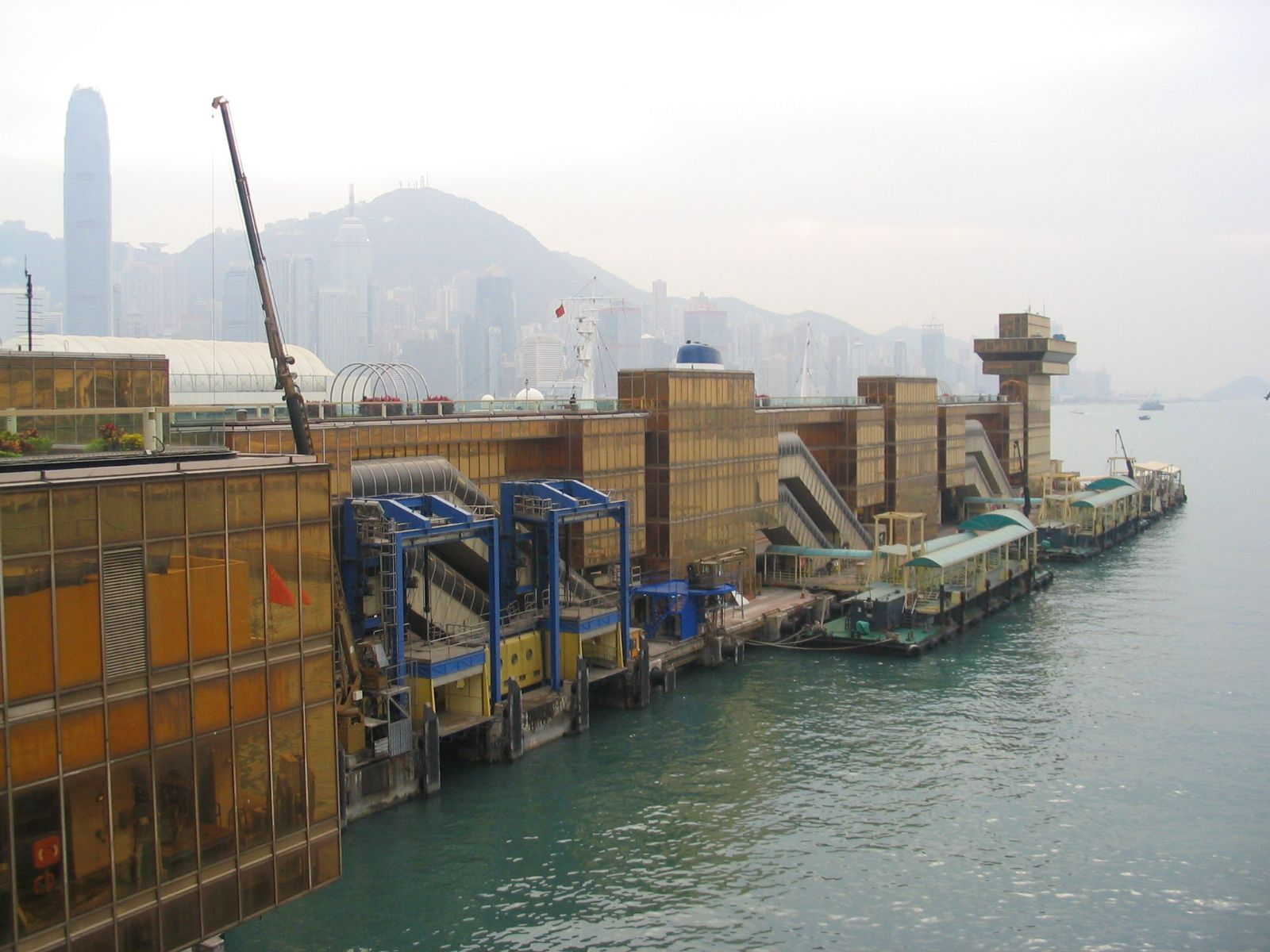
中國客運碼頭（北面）

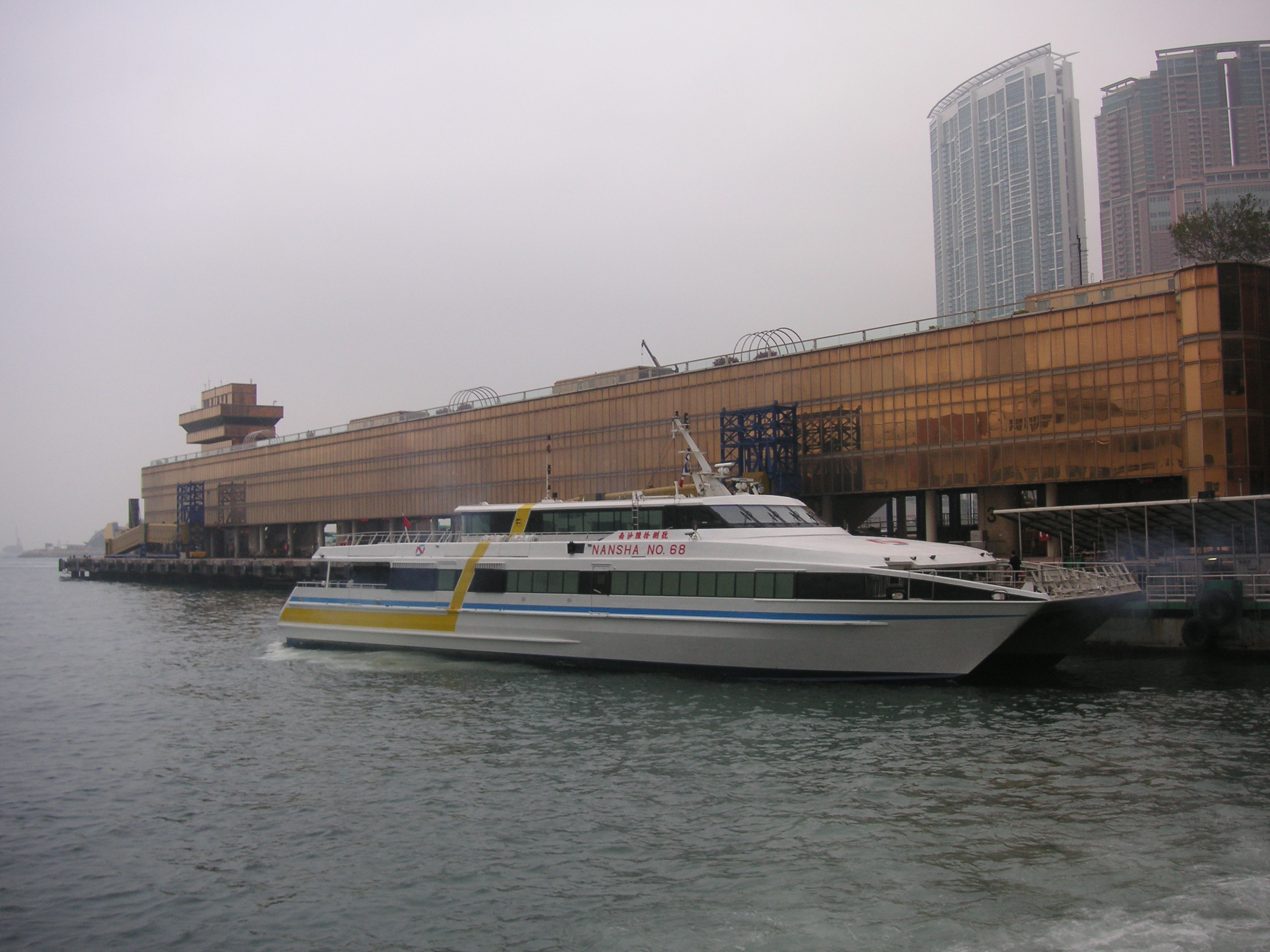
中國客運碼頭（南面）

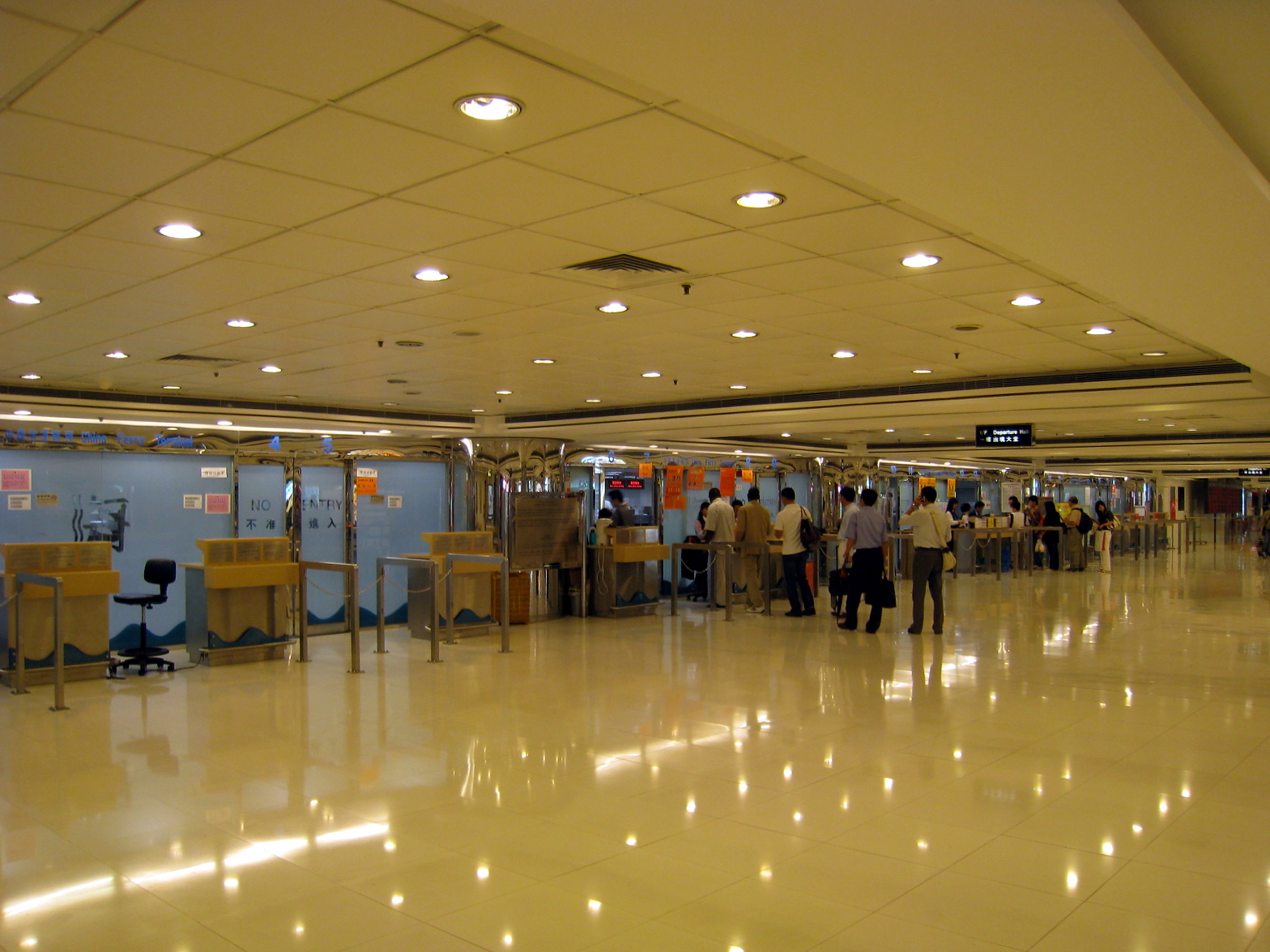
離境大堂

中國客運碼頭（英語：China Ferry Terminal），俗稱中港客運碼頭、中港城碼頭或中港碼頭（九巴對該巴士總站的稱呼，遂成為大眾稱呼），位於香港九龍尖沙咀中港城，是繼位於上環的港澳客運碼頭後，香港第二個跨境渡輪碼頭，於1988年啟用，提供往來香港與廣東省多個港口及澳門的高速客輪服務。碼頭設有出入境設施，成為前往澳門、珠海和中山的海上交通樞紐。
碼頭剛啟用時，因為中國內地陸路交通還很不方便，空運班次因受中英兩國飛行協定所限，造就香港的定期跨境船務的繁榮。除了深圳（蛇口）、虎門、台山、新會、順德等鄰近城鎮外，船務還開展至廣州（洲頭咀）、肇慶、海豐、陸豐、汕頭，甚至遠至梧州、廈門、泉州和上海。其中廣州（洲頭咀）、海豐、陸豐、汕頭、廈門和上海航線使用大型客輪航行。後來陸上交通漸成方便（廣深高速公路和深汕高速公路通車），香港主權移交後中港空運班次增加，跨境船務開始減少；此外，由於鄰近九龍站Union Square住宅區於2000年代初、中期陸續落成，而水翼船噪音會對居民造成嚴重滋擾，故噴射飛航自2005年起，已不再允許轄下的水翼船（波音929及Foilcat）停靠中國客運碼頭。
現時使用中國客運碼頭的公司只有珠江客運。
2020年1月28日，政府鑑於2019冠状病毒病疫情擴散，宣佈包括此碼頭在內的若干個跨境口岸，將於同月30日凌晨零時起終止服務，是中港碼頭首次在八號及以上熱帶氣旋警告生效以外情況而需緊急關閉。2023年1月8日起第一階段通關，中國客運碼頭恢复运作。

## 航線目的地
隨2023年1月8日碼頭陸續恢復航班起，目前提供以下航線：
- 中國客運碼頭 ↔ 珠海九洲港
- 中國客運碼頭 ↔ 广州南沙港
- 中國客運碼頭 ↔ 中山港
- 中國客運碼頭 ↔ 佛山順德港

在碼頭因2019冠狀病毒病停運前，曾提供以下多條航線往來香港、澳門及廣東省：
- 中國客運碼頭 ↔ 澳門外港客運碼頭
- 中國客運碼頭 ↔ 澳門氹仔客運碼頭
- 中國客運碼頭 ↔ 珠海斗門港
- 中國客運碼頭 ↔ 高明港
- 中國客運碼頭 ↔ 广州番禺蓮花山港
- 中國客運碼頭 ↔ 江門江門港、鹤山港

## 利用狀況
| 年份   | 全年過境旅客人次 | 日均過境旅客人次 |
| ------ | ---------------- | ---------------- |
| 2011年 | 8,422,148        | 23,074           |
| 2012年 | 8,623,936        | 23,563           |
| 2013年 | 9,200,694        | 25,207           |
| 2014年 | 9,188,490        | 25,174           |
| 2015年 | 8,506,204        | 23,305           |

## 接駁交通
中國客運碼頭所在的中港城設有公共運輸交匯處，在廣東道一帶亦有不少途經的交通可供乘客選搭。公共運輸交匯處是香港唯一位于地底的巴士總站，不過碼頭距離就近鐵路站的步程略遠。